# ムンダの戦い
ムンダの戦い（ムンダのたたかい、イタリア語: Battaglia di Munda）は、紀元前45年3月17日にヒスパニアのムンダ（現：オスナ）で行われたガイウス・ユリウス・カエサル派と元老院派（ポンペイウス派）との戦いである。

## 概要

### 開戦までの経緯
紀元前46年春より、ローマ属州ヒスパニア・ウルステリオルに於いてイレルダの戦いでカエサル軍に敗れた元老院派のベテラン兵士を中心として形成された軍勢が、小ポンペイウス（グナエウス・ポンペイウスの息子）を担いで蜂起することを宣言し、カエサルが任命したヒスパニアの各属州総督を追放して元老院派がヒスパニアを実効支配した。
また、タプススの戦いでカエサル軍に敗北した元老院派の残党もヒスパニアの元老院派の軍に加わると共に、同じく北アフリカから逃れた小ポンペイウスやセクストゥス・ポンペイウス、プブリウス・アッティウス・ウァルス及びガリア戦争でカエサルの腹心であったティトゥス・ラビエヌスも合流した。元老院派は3つのローマ軍団（2つは従来からあるベテラン中心の軍、1つはヒスパニアに住むローマ市民から構成された軍）に加えて、ローマ市民権を持たないヒスパニア人やガリア人等から構成された軍勢を組織して、属州都であったコルドバを始めとしてローマ人居留地も含むヒスパニアの殆どへ勢力を伸ばした。
ヒスパニアをカエサルより任されたクィントゥス・ファビウス・マクシムスとクィントゥス・ペディウスは、元老院派が勢力を増すことに無力であり、カエサルに支援を要請した。

### カエサル、ヒスパニア上陸
紀元前46年11月、カエサルは元老院派を討伐する為にローマを発って、自らが信頼を置く第10軍団エクェストリスや第5軍団アラウダエ、新しく組織された第3軍団ガッリカや第6軍団フェッラタ等のローマ軍を率いて（軍団兵の中にはヒスパニアで採用した現地人も多かったとされる）、同年12月にヒスパニアへ到着した。なお、この時にカエサルの甥に当るガイウス・オクタウィウス・トゥリヌス（後の初代ローマ皇帝・アウグストゥス）がカエサル軍に帯同する予定であったが、トゥリヌスの体調が優れなかったこともあり叶わなかった。
カエサル軍の突然のヒスパニア上陸を利用した形で、カエサルはウリピア（Ulipia）を攻撃していた小ポンペイウスの軍を排除したものの、セクストゥスが守備するコルドバを陥落させることは出来なかった。ラビエヌスの助言で小ポンペイウスは野戦を避けると決めた為、カエサルは兵糧を求めると共に陣営地を築いた。その後、カエサル軍はAteguaを攻囲戦の末に陥落させたが、これによってポンペイウス軍への信用と軍の士気に大きな打撃を与え、ポンペイウス軍に加わった現地兵が陣営を離れたり、元老院派のローマ軍団兵の中にはカエサル軍への帰順を計画する者もいた。この為、ポンペイウス軍は持久戦を放棄して、カエサルとの会戦を決意せざるを得なかった。

### 両軍戦力
カエサル軍とポンペイウス軍はムンダ（現：オスナ）の平野で向い合い、ポンペイウス軍はムンダ市の防壁から程近い防御の容易ななだらかな丘に陣を敷いた。
軍勢はカエサル軍が8軍団、騎兵8,000人、ポンペイウス軍は13軍団、6,000人の軽歩兵、騎兵6,000人であった。 ポンペイウス軍の多くは過去の戦いで一度カエサル軍に降伏していた。そのためカエサルが再び許すことはないと恐れており（実際にカエサルはそのような捕虜を処刑していた）、死力を尽くして戦いに挑んだ。

### ムンダの戦い
戦闘開始から暫くは両軍共に優劣がはっきりとせず、拮抗した激しい戦闘であった（後にカエサル自身も「何度も勝利の為に戦ってきたが、ムンダでは自分の命を守る為に戦わざるを得なかった」と語るほどであった）。また、戦闘中にカエサルは「私をあんな小僧に捕虜として引き渡して恥ずかしくないのか！」と兵士に向かい叫んだと伝わっている。
カエサルは第10軍団が配置された右翼を指揮し、第10軍団はポンペイウス軍を押し込んでいった。小ポンペイウスは劣勢に立たされた自軍の左翼を強化するために自身が受け持っていた右翼部隊の一部を左翼へと派遣したが、ポンペイウス軍の右翼が手薄になったことを見て取ったカエサル軍の騎兵部隊及びカエサルと同盟を結んでいたボッグス2世率いるマウレタニア騎兵は攻撃進路を変更して、ポンペイウス軍の後背から攻撃を加えた。
ポンペイウス軍の騎兵を指揮するラビエヌスはカエサル軍騎兵部隊の動きを阻止する為、戦線を移動しようとしたものの、ポンペイウス軍の兵士が、第10軍団が攻撃する左翼と騎兵部隊が攻撃する右翼が劣勢に立たされておりラビエヌス隊が退却に移ったと誤解したことをきっかけに、ポンペイウス軍は戦線が全面的に崩壊・敗走した。
カエサル軍はポンペイウス軍の敗走兵を追討して、ポンペイウス軍は約30,000人が戦死し、ラビエヌスも戦場で討死した（その後、かつての盟友の遺体と対面したカエサルは埋葬を許可したという）。一方のカエサル軍は戦死者1,000人、負傷者500人であった。

### 会戦後
カエサルは、なおも抵抗するムンダに対する包囲戦の指揮官としてファビウスを残し、自身はヒスパニア平定に向かった。コルドバは降伏して殆どが武装した元奴隷からなる市内の兵士は全員が処刑され、コルドバは巨額の賠償金を課された。ムンダは暫く持ち堪えたものの、14,000人の奴隷を供出して降伏した。
小ポンペイウスは逃亡中にカエサル軍に捕捉されて処刑され、プブリウス・アッティウス・ウァルス（Publius Attius Varus）は戦死した。セクストゥスは大西洋岸まで落ち延びていったものの、カエサルの権力に抗しうるだけの軍勢はもはや持たなかった。ムンダの戦いでの勝利を以てローマ内戦は事実上終了した。カエサルは帰路でマルクス・アントニウスと再会して冷却化していた関係の改善を果たし、その後ムンダ戦勝の凱旋式をローマ市で挙行したが、異民族に対する勝利を祝う事が通例の凱旋式で同胞たるローマ市民への勝利を堂々と祝った事に多くのローマ市民が心を痛めたという。
ウァレリウス・マクシムスによれば、内乱で凱旋式が許可されることはないというが、カエサルのこの凱旋式は、紀元前71年にポンペイウスが挙行した、クィントゥス・セルトリウスに対する戦勝凱旋を前例としているのかもしれない。タプススの戦いの場合には、ユバ1世に対する戦いであるとして、戦前に凱旋式の権利を与えられていたが、今回は完全に内戦で、レガトゥスに過ぎなかったクィントゥス・ファビウス・マクシムスとクィントゥス・ペディウスにも凱旋式を挙行させており、こちらは完全にルール違反であった。この二人は、後に凱旋式のファスティでは、インペリウムを持っていたことにされている。
終身独裁官として並ぶ者の無い絶対的な権力を手中に収め、人生の絶頂を迎えたカエサルであったが、ムンダの戦いから約1年後の紀元前44年3月15日、共和主義者達によって暗殺された。

## 参考資料
- カッシウス・ディオ『ローマ史』. Book 47: 28–42
- ユリウス・カエサル『ヒスパニア戦記』, 1–42.
- Carsten Hjort Lange (2013). “TRIUMPH AND CIVIL WAR IN THE LATE REPUBLIC”. Papers of the British School at Rome (British School at Rome) 81:  67-90. JSTOR 3293279.